# Ignacy Maszewski
Ignacy Maszewski – urzędnik, prezydent Włocławka w latach 1840–1851.
Był człowiekiem wykształconym, znał kilka języków.